# Eduard Lehmann
Eduard Lehmann, né le 29 septembre 1916 à Bâle (originaire de Trimbach) et mort le 7 décembre 1986 à Berne, est un haut fonctionnaire suisse. Il dirige le Contrôle fédéral des finances de 1960 à 1981.

## Biographie
Eduard Lehmann naît le 29 septembre 1916 à Bâle. Il est originaire de Trimbach, dans le canton de Soleure. Il porte le même prénom que son père ; sa mère est née Lina Kläfiger.
Après ses études gymnasiales à Bâle, il fait des études de droit à l'Université de Bâle jusqu'à obtenir un doctorat en 1941. Il y est membre de la Société d'étudiants Zähringia.
Il épouse Elvira Eposito, ressortissante italienne, en 1948.
Il meurt d'une grave maladie le 7 décembre 1986 à l'âge de 70 ans.

### Parcours professionnel
Il fait d'abord des stages auprès de tribunaux bâlois, puis est engagé en 1943 à la section des affaires juridiques de la Confédération. En 1953, il est nommé adjoint du service juridique du Ministère public de la Confédération. Il devient directeur du Contrôle fédéral des finances le 1er janvier 1960, succédant à Armin Jecker, et occupe cette fonction jusqu'au 30 septembre 1981.